# RegioPort OWL

Die Mindener Häfen am Wasserstraßenkreuz Minden und das Entwicklungsgebiet RegioPort Weser unter Einbeziehung des Bückeburger Hafens Berenbusch

Der RegioPort OWL (früher RegioPort Weser) ist ein 2019 eröffneter Hafen am Mittellandkanal bei Minden in Ostwestfalen, der dem Container-Umschlag dient. Sein Name OWL ist eine Abkürzung von Ostwestfalen. 
Das Gelände des Hafens liegt unmittelbar östlich der Bahnstrecke Nienburg–Minden. Ein Gleisanschluss soll „erst bei Bedarf“ geschaffen werden.

## Geschichte
Der zunehmende Containerverkehr führte an den bisherigen Containerumschlag im Industriehafen am Wasserstraßenkreuz Minden an seine Kapazitätsgrenzen. Umschlagssteigerungen um bis zu 80 Prozent verlangten nach neuen Flächen, die der bestehende Hafen nicht bieten konnte. Zudem waren die Schleusen, die den Zugang zum Industriehafen herstellten, nur auf die alte Europaklasse der Binnenschiffe ausgelegt und konnten nicht die neuen Großmotorgüterschiffe schleusen. Daher plante man ab Anfang 2000 einen neuen Hafen im äußersten Osten der Stadt Minden an der Grenze zu Niedersachsen. Damit sollte eine Kapazitätsanpassung des Hinterlandhafens für die Verbindung zu den Seehäfen Bremen, Nordenham, Hamburg und Wilhelmshaven geschaffen werden.
Die Weser ist allerdings nicht für Großmotorschiffe ausgebaut worden.

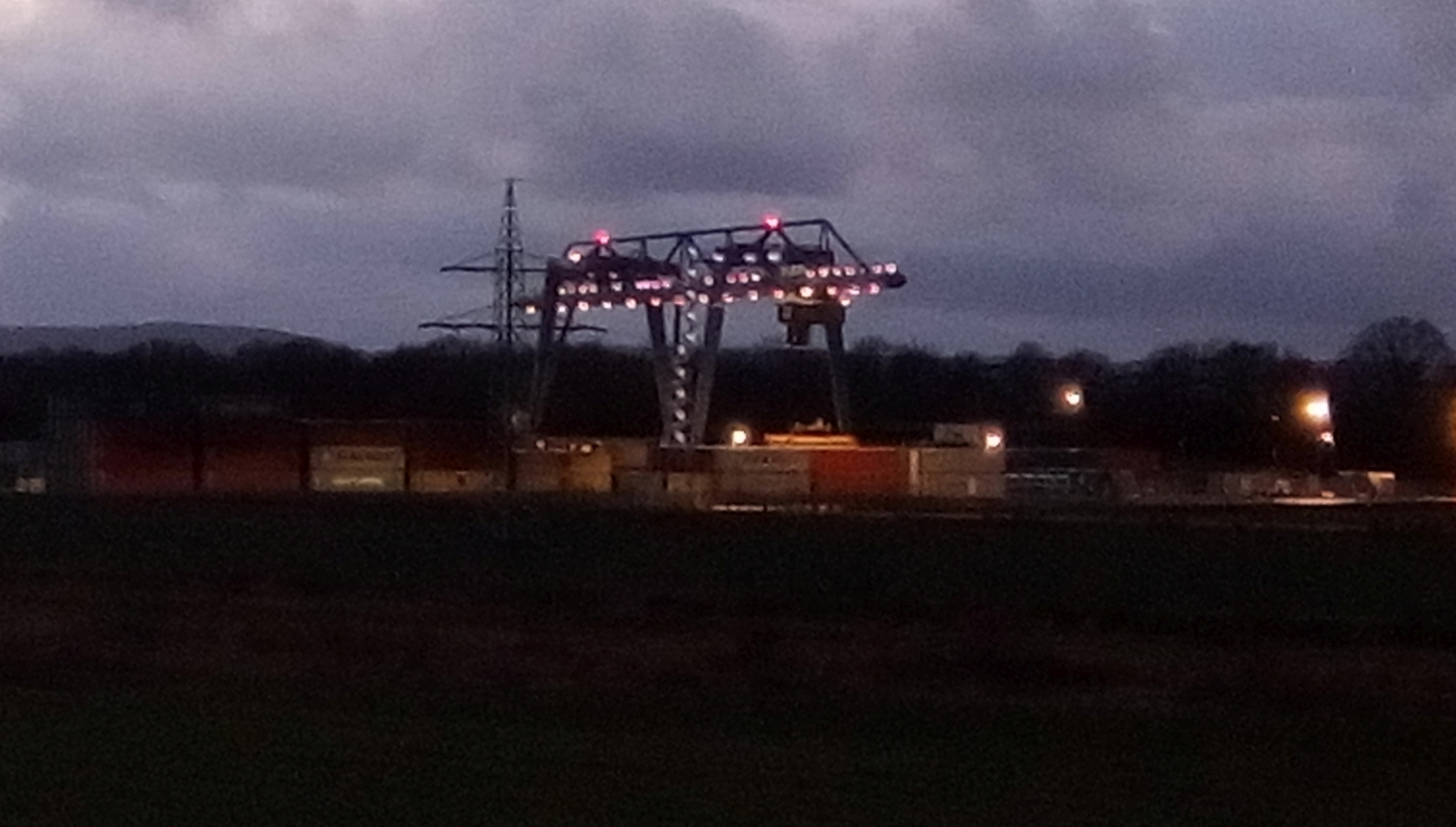
Der RegioPort Weser im Betrieb im Januar 2020

2009 schufen die nordrhein-westfälische Stadt Minden, die niedersächsische Stadt Bückeburg sowie der Kreis Minden-Lübbecke und der Landkreis Schaumburg den Planungsverband RegioPort Weser. Dieser veröffentlichte im Juni 2010 einen Masterplan zum RegioPort veröffentlicht, der eine umfassende Regionsplanung vorlegte, jedoch keine rechtlichen Auswirkungen auf den Bau hatte. Als ersten Bauabschnitt sah er die Errichtung von Kaianlagen und Umschlagflächen am Mittellandkanal sowie die Errichtung einer Krananlage vor. Als Ausgleich sollten zahlreiche Maßnahmen zur Retention und Renaturierung umgesetzt werden.
Projektgegner im Bückeburger Ortsteil Cammer gründeten eine „Bürgerinitiative Containerhafen“ (Bicon). Sie monierte vor allem die Belastung durch Lastkraftwagen, deren Anzahl sie mit rund 400 pro Tag angab.
In seiner Sitzung am 28. Februar 2013 stimmte der Rat der Stadt Minden in namentlicher Abstimmung dem Grundsatzbeschluss für den Bau des RegioPorts zu. 
Am 25. Juli 2015 wurde bei einer Verbandsversammlung des Planungsverbandes RegioPort Weser mit 14 gegen zwei Stimmen und einer Enthaltung der Bebauungsplan „RegioPort Weser 1“ angenommen. Darin wurde die Gesamtfläche des Hafens auf 14 Hektar reduziert. Die ökologischen Eingriffe sollten durch eine Renaturierung im Bereich der Aue vor Ort kompensiert sowie die Lärm- und Lichtbelästigung reduziert werden. Die Container dürfen in allen Bereichen bis 15 Meter Höhe gestapelt werden, im Nordteil bis 10 Meter. Begleitend findet ein Monitoring statt.
Die Stadt Porta Westfalica und eine Stadt klagten gegen die Aufstellung des Bebauungsplans durch den Planungsverband und argumentierten, dessen Satzung stellte nicht sicher, dass die Letztverantwortung für die Bauleitplanung bei den Städten verbleibe.
Mit Urteil vom 26. Juni 2017 erklärte das Oberverwaltungsgericht für das Land Nordrhein-Westfalen den Bebauungsplan für unwirksam. Der Planungsverband sei nicht rechtwirksam begründet, da die ihm angehörenden Landkreise in dieser Sache keinerlei Planungskompetenz besäßen. Die Revision der Kläger wurde am 17. Mai 2018 vom Bundesverwaltungsgericht verworfen. 
Das Urteil hatte keinen Einfluss auf die von der Stadt Minden genehmigten Baumaßnahmen; diese wurden am 3. Juli 2017 ohne den üblichen „ersten Spatenstich“ begonnen.
Die Stadt Minden erstellte im Herbst 2018 einen neuen Bebauungsplan. Die angrenzenden niedersächsischen Flächen sind durch einen Bebauungsplan der Stadt Bückeburg planungstechnisch abgedeckt.
Im Januar 2019 wurde der Portalkran errichtet. Im April begann der Probebetrieb. Die Eröffnung des RegioPorts fand im Juli 2019 statt. Die Gesamtkosten belaufen sich auf 23 Millionen Euro, wovon der Bund 16,6 Millionen Euro trägt. Bei der Einweihungsfeier wurde der Hafen von Regio Port Weser in Region Port OWL umbenannt, damit er sich leichter verorten lässt. Der Containerhafen ging am 1. September 2019 ans Netz.
Im Dezember 2023 beschloss der Stadtrat der Stadt Minden den Bebauungsplan für das Gelände, das auf Mindener Stadtgebiet liegt, und stimmte ihm mit Mehrheit zu. Demnach ist die Fläche nun als Sondergebiet für den Hafen und als hafenaffines Sondergebiet für Gewerbe ausgewiesen. Die große 400 Meter lange Halle des Logistikunternehmens Hölkemeier kann gebaut werden. Die Ostseite wird dabei begrünt und das Dach mit einer leistungsstarken Solaranlage ausgerüstet. Von dieser Halle würden künftig deutlich geringere Emissionen ausgehen, als von kleinteilig angeordneten Gewerbebetrieben, wie es die ursprüngliche Planung vorsah.

## Betreiber
Der Hafen wird von der Gesellschaft RegioPort OWL Betriebs GmbH betrieben. Die Betreibergesellschaft wird von drei gleichberechtigten Mitgliedern gebildet, der Mindener Hafen GmbH, der Weser Container Xpress und der Bobe Spedition, die jeweils ein Drittel besitzen.